# Prüm
För andra betydelser, se Prüm (olika betydelser).

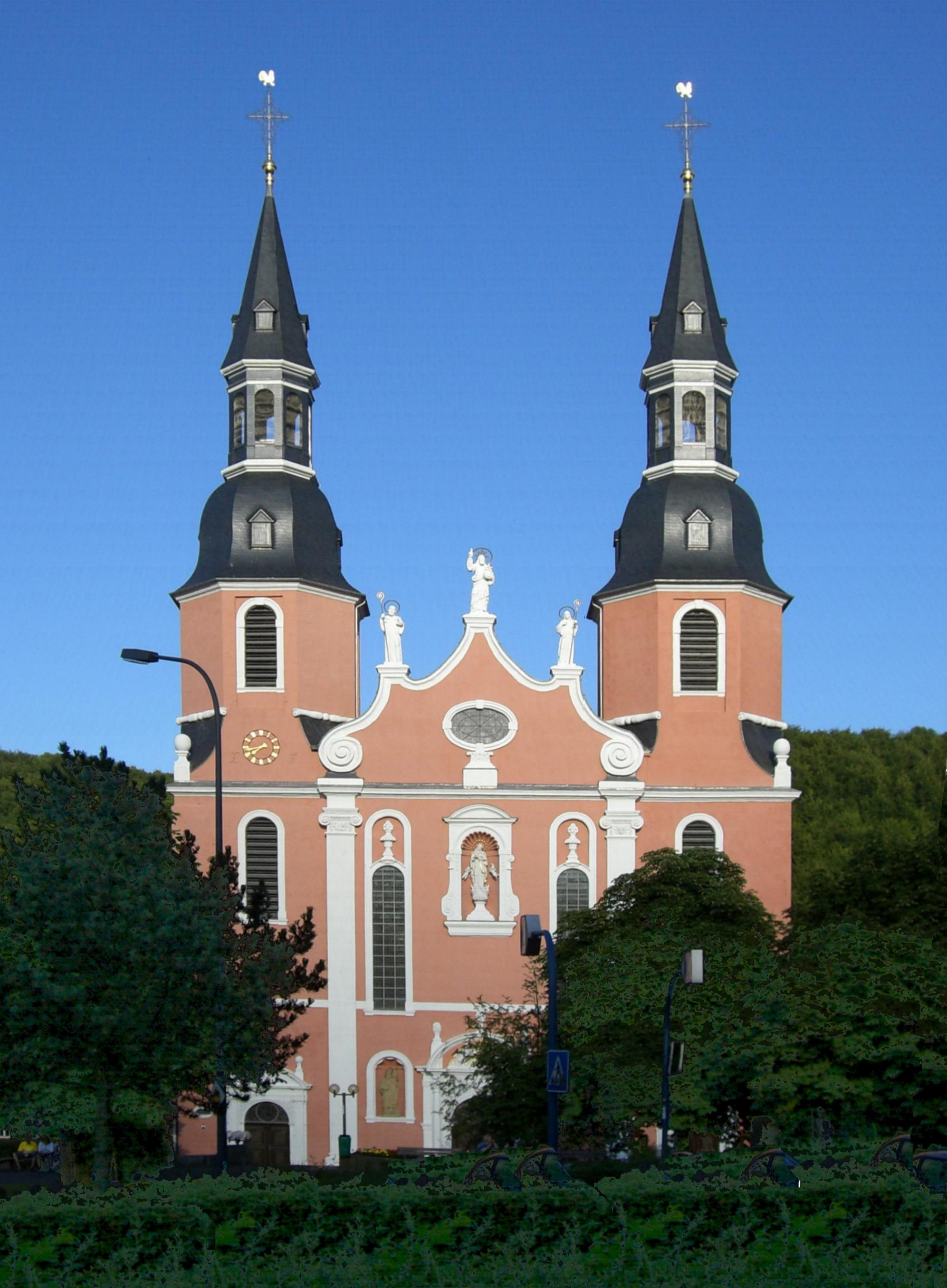
Den helige Frälsarens basilika i Prüm.

Prüm (tyskt uttal: [ˈpʁʏm]) är en stad i Eifelkreis Bitburg-Prüm i förbundslandet Rheinland-Pfalz, Tyskland. Kommunen har cirka 6 000 invånare. Staden har givit namn åt Prümkonventionen.
Kommunen ingår i kommunalförbundet Verbandsgemeinde Prüm tillsammans med ytterligare 43 kommuner.